# Göttinger Mescalero
Der Göttinger Mescalero war der pseudonyme Autor des Textes Buback – Ein Nachruf, der 1977 die Ermordung des Generalbundesanwalts Siegfried Buback durch die Rote Armee Fraktion (RAF) in einer Weise kommentierte, die in der Öffentlichkeit vor allem als Zustimmung zu dem Mord gewertet wurde, obwohl der Autor in Wirklichkeit gegen solche Terrorakte argumentierte. Die Mescalero-Affäre führte zu einer kontrovers geführten, öffentlichen Debatte über Sympathisanten und das Verhältnis der extremen Linken zum Terrorismus der RAF. 2001 bekannte sich der spätere Deutschlehrer Klaus Hülbrock zu seiner Urheberschaft, nachdem er sich 1999 persönlich an den Sohn des Ermordeten, den Göttinger Chemie-Professor Michael Buback, gewandt hatte.

## Buback – ein Nachruf
Der Text wurde kurz vor dem Kulminationspunkt des westdeutschen Terrorismus, dem Deutschen Herbst, geschrieben. Die Auseinandersetzung mit dem Terrorismus fand auch in den Medien statt. Es war ein Streit um Sympathisanten entstanden, die die Bundesrepublik ähnlich beurteilten wie die Terroristen, den Terror selbst aber ablehnten. Kritik wurde laut, im Kampf gegen den Terrorismus komme der Rechtsstaat unter die Räder. In einem politischen Klima der Angst griffen Verdächtigungen um sich.

In seinem Pamphlet Buback – ein Nachruf, das am 25. April 1977 in der Zeitung des AStA der Universität Göttingen, den Göttinger Nachrichten, veröffentlicht wurde, schildert der Göttinger Mescalero zunächst seine spontane Freude über den Mord an Buback: 

„Meine unmittelbare Reaktion, meine ‚Betroffenheit‘ nach dem Abschuß von Buback ist schnell geschildert: Ich konnte und wollte (und will) eine klammheimliche Freude nicht verhehlen. Ich habe diesen Typ oft hetzen hören. Ich weiß, daß er bei der Verfolgung, Kriminalisierung, Folterung von Linken eine herausragende Rolle spielte.“

In den Medien wurde insbesondere die vom Verfasser geäußerte „klammheimliche Freude“ zitiert und kritisiert. Der zweite Teil des Texts, der eine teilweise Lossagung von der Gewalt enthielt, wurde damals von den Medien zumeist nicht veröffentlicht. So wandte sich der Autor gegen „unabhängig von der jeweiligen ‚politischen Konjunktur‘“ – also ohne Rücksichtnahme auf die öffentliche Meinung – ausgeübte Gewaltanwendung. „Diese Überlegungen alleine haben ausgereicht, ein inneres Händereiben zu stoppen.“ Ferner kritisierte er die für Einzelne zu große Verantwortung, zu entscheiden, welche Zielpersonen „geeignete Opfer“ seien, und die fehlende Akzeptanz in der Bevölkerung: „Wir alle müssen davon runterkommen, die Unterdrücker des Volkes stellvertretend für das Volk zu hassen.“ Schließlich forderte er, dass sich die Terroristen gegenüber dem von ihnen bekämpften System nicht nur im Ziel, sondern auch in den Mitteln positiv abheben müssten und dass ein neuer Militanzbegriff zu entfalten sei:

„Unser Zweck, eine Gesellschaft ohne Terror und Gewalt (wenn auch nicht ohne Aggression und Militanz), […] dieser Zweck heiligt eben nicht jedes Mittel, sondern nur manches. Unser Weg zum Sozialismus (wegen mir: Anarchie) kann nicht mit Leichen gepflastert werden. […] Einen Begriff und eine Praxis zu entfalten von Gewalt/Militanz, die fröhlich sind und den Segen der beteiligten Massen haben, das ist (zum praktischen Ende gewendet) unsere Tagesaufgabe.“

Der Schreiber nannte sich „Stadtindianer“ und unterzeichnete das Pamphlet mit „Mescalero“, dem Namen eines Apachenstamms. Er gab sich als Mitglied der Bewegung Undogmatischer Frühling zu erkennen, die damals mit der „Sozialistischen Bündnisliste“ den Göttinger AStA stellte.

## Reaktionen
Vier Tage nach dem Erscheinen stellte der RCDS Strafantrag. Die Göttinger Justizbehörden leiteten ein Ermittlungsverfahren ein. Auch der Präsident des Niedersächsischen Landtages, Heinz Müller (CDU), erstattete Strafanzeige. Es gab Durchsuchungsaktionen von schwer bewaffneten Polizeieinheiten beim AStA der Universität in Göttingen und bei Mitgliedern verschiedener linken Gruppen in Göttingen. Der Artikel wurde von den Sicherheitsbehörden als Unterstützung des Terrorismus und der Mörder an Buback gewertet. Es kam zu Ermittlungen gegen eine Anzahl der vermuteten Herausgeber und Autoren wegen angeblicher Unterstützung des Terrorismus und des Mordes an Buback.
Daraufhin gab es in der ganzen Bundesrepublik Solidaritätsaktionen, deren Initiatoren der Meinung waren, dass die Pressefreiheit der Bundesrepublik eine solche Meinungsäußerung garantiere. Der Bubacknachruf wurde von ihnen massenhaft nachgedruckt. Den Inhalt des Textes machten die Initiatoren sich ausdrücklich nicht zu eigen.
Als erste reagierten Studenten: An verschiedenen Universitäten veröffentlichten Studentenzeitungen Kopien des Pamphlets. Einige erhielten deswegen Geldstrafen oder bekamen Probleme mit der jeweiligen Universitätsleitung.

Im Juni 1977 publizierte eine Reihe deutscher Professoren, anderer Universitätsmitglieder und Rechtsanwälte einen Nachdruck, der um eine Vorrede erweitert war. Die 48 Herausgeber, darunter 17 Personen aus Bremen, 14 aus Berlin und 10 aus Oldenburg, kritisierten die Reaktion von Staat und Gesellschaft und forderten „eine öffentliche Diskussion des gesamten Artikels“. Sie gestanden zu, dass dieser Nachruf „in Form und Inhalt die Regeln staatsbürgerlichen Anstandes verletze“. Eine Veröffentlichung hielten sie trotzdem für wünschenswert und begründeten das u. a. wie folgt:

„Dieser Nachruf hat heftige Reaktionen ausgelöst: seine Verbreitung wird von Justiz und Polizeiorganen sowie von Hochschulleitungen verfolgt; in den Massenmedien, auch in den bürgerlich-liberalen Zeitungen, wird dieser Nachruf als Ausgeburt ‚kranker Gehirne‘ und als Musterbeispiel für ‚blanken Faschismus‘ (Frankfurter Rundschau) deklariert. Der vollständige Text wird nirgends veröffentlicht; im Gegenteil, die zentrale Intention des Artikels – seine Absage an Gewaltanwendung – wird unterschlagen.“

Auch ein Zusammenschluss von linken Buchhandlungen, der VLB, druckte den Nachruf in einer kommentierten Broschüre ab. Mit dem Göttinger AStA und anderen, die den Artikel nachdruckten, gab es insgesamt mehr als 140 Beschuldigte. Anklage wurde aber nur gegen wenige erhoben. Die Verfahren, zuletzt gegen 13 niedersächsische Hochschullehrer und 35 Kollegen aus dem übrigen Bundesgebiet, die eine Dokumentation Buback – ein Nachruf veröffentlicht hatten, endeten zumeist mit Freisprüchen oder kleineren Geldstrafen. In Augsburg erhielt ein 29-jähriger allerdings sechs Monate ohne Bewährung für die Verteilung des „Nachrufs“. Besondere Aufmerksamkeit erregte der Fall des niedersächsischen Hochschulprofessors Peter Brückner. Er wurde u. a. wegen seiner Mitherausgeberschaft im Oktober 1977 vom Dienst suspendiert; die Suspendierung endete erst nach vierjähriger gerichtlicher Überprüfung im Oktober 1981.

## Nachspiel
Im Dezember 1979 thematisierte der Göttinger Mescalero im Kursbuch 58 anonym die Darstellung seiner Person durch die Medien:

„[I]m Deutschen Herbst [folgte dann] ein Rumpelstilzchen-Vergnügen, das darin bestand, unerkannt zu bleiben und zugleich aus nächster Nähe all jene Prozeduren zu betrachten, die nacheinander aus mir ein armes theoriefeindliches Würstchen, einen Feigling, einen Terrorsympathisanten machten, der vielleicht schon morgen zum Schießeisen greifen könnte, um seiner mühsam zurückgehaltenen Mordlust endlich nachzugeben; oder das bedauernswerte Opfer einer vaterarmen Erziehung in einem bürgerlichen Elternhaus; oder Statthalter einer ganz anderen Absicht, die darauf aus ist, die Arbeiterbewegung zu knebeln und das Grundgesetz einzuschränken; […] all das war ich nun mal nicht […] war während jener Zeit braver Insasse einer Schlafsiedlung, der niemandem unangenehm auffiel, war biederer Hundeliebhaber und Waldgänger, verzweifelter Schuldner vieler Gläubiger, Sammler und Händler von Trödel und Nippes, Skatspieler, Fernseher, durch und durch mitten drin und nicht alternativ, eingesessen und gut genährt und Mitglied eines politischen Männerstammtisches, der seine windigen Zelte an einer starken Neigung zur Trunksucht aufgeschlagen hatte […] und all das ist weder besonders lustig noch besonders subversiv, aber auch nicht zum Heulen.“

2001 gab sich der Literaturwissenschaftler und Deutschlehrer Klaus Hülbrock (* 1947) gegenüber der taz als der Göttinger Mescalero zu erkennen und verwies auf einen Brief, welchen er 1999 an Michael Buback, den Sohn des ermordeten Generalbundesanwalts, geschrieben hatte. Darin habe er zum Ausdruck gebracht, so schrieb Hülbrock in einem offenen Brief 2001, dass ihm seine Worte von 1977 „heute weh tun“.
In der Süddeutschen Zeitung äußerte sich Michael Buback 2007 im Zusammenhang mit der Diskussion um die Freilassung von Christian Klar und Brigitte Mohnhaupt über den Mescalero-Brief:

„Ich habe es als Erleichterung empfunden, als sich der Verfasser mehr als zwei Jahrzehnte später in einem Brief an mich offenbarte. Dies habe ich ihm auch geschrieben, wobei mir das Abfassen des Briefes nicht leicht fiel und ich es mir gewünscht hätte, dass weniger klangvolle Anreden als ‚Sehr geehrter Herr H.‘ nutzbar gewesen wären.“